# Canadian Rangers

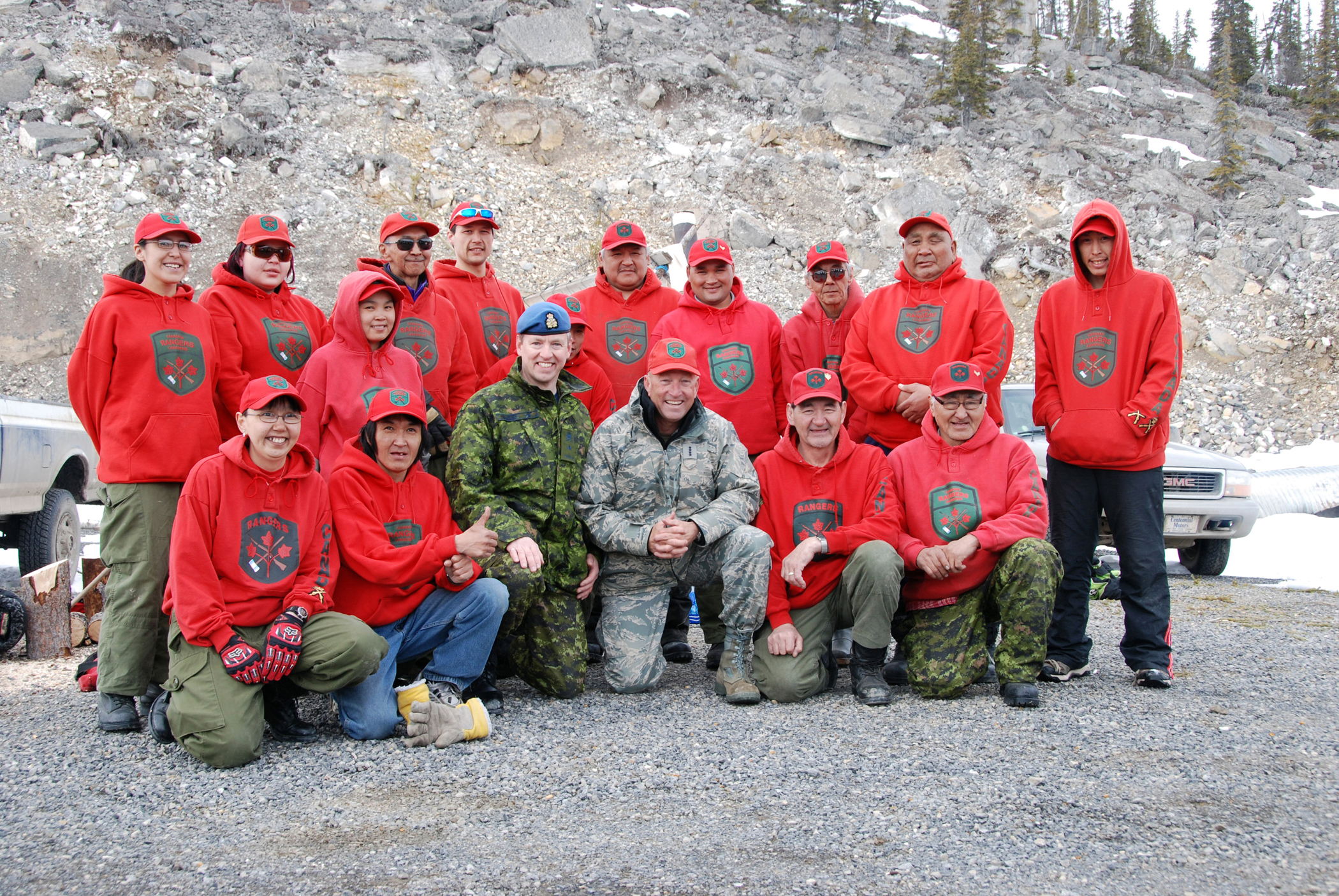
Oddział Canadian Rangers. Rok 2009

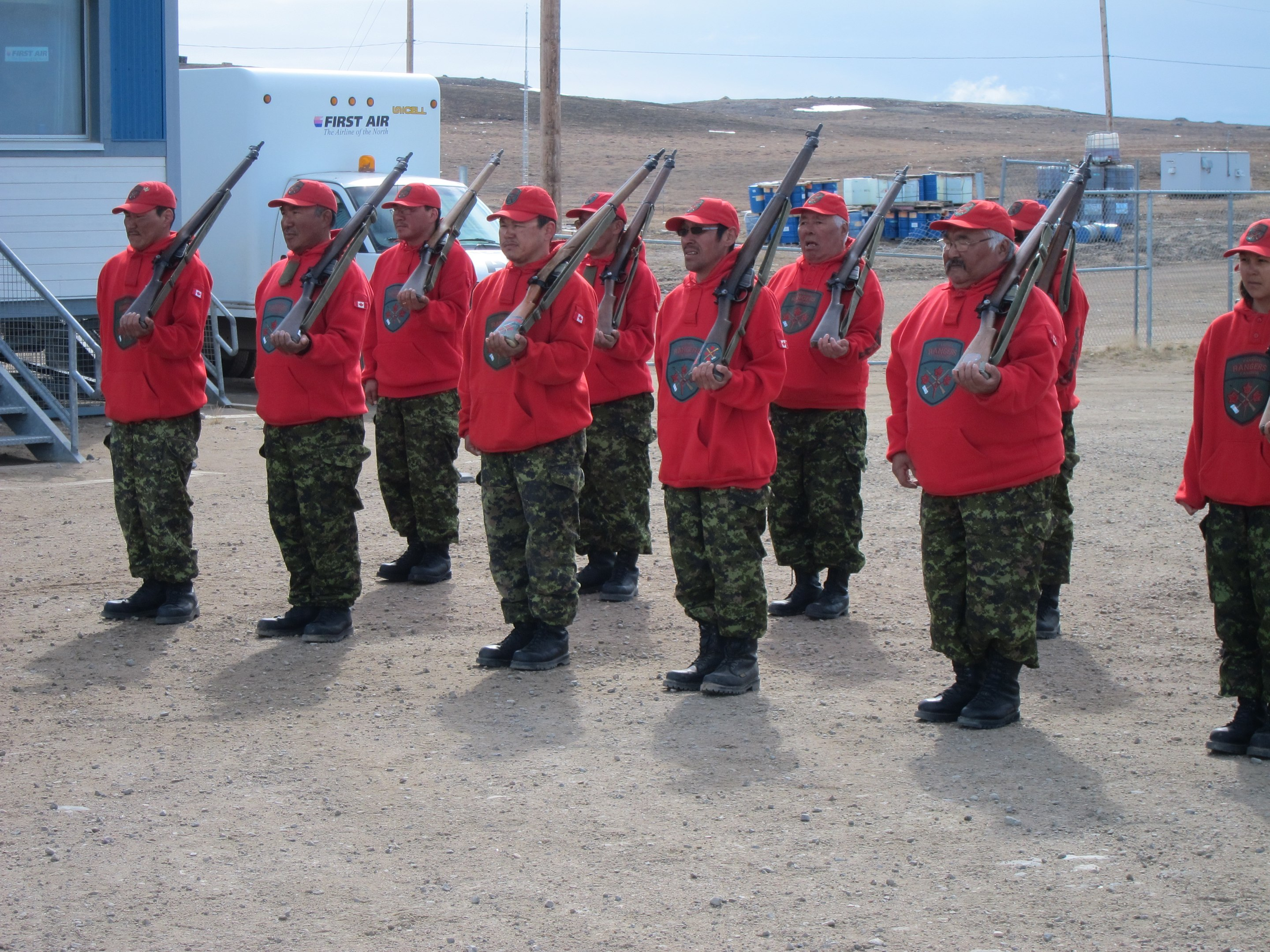
Oddział Canadian Rangers w Nunavut. Rok 2011

Canadian Rangers – kanadyjska ochotnicza formacja wojskowa będąca częścią rezerwy Kanadyjskich Sił Zbrojnych. Formacja liczy ok. 5000 członków.

## Historia
Canadian Rangers stworzono 23 maja 1947 roku na bazie utworzonej w czasie II wojny światowej formacji do obrony wybrzeża - Pacific Coast Militia Rangers. Głównym zdaniem nowo sformowanej jednostki Canadian Rangers było nadzorowanie okolic wybrzeży na słabo zaludnionej północy kraju. Jednostka silnie zakorzeniła się w Kanadyjskich Siłach Zbrojnych w okresie zimnej wojny. Wielu członków formacji jest rdzennymi mieszkańcami terenów na których ona działa.
W roku 1996 rozpoczęto powiązany z Canadian Rangers program szkolenia młodzieży o nazwie Junior Canadian Rangers.

## Zadania Canadian Rangers
Obecnie głównymi zadaniami Canadian Rangers są:
- prowadzenie działań na rzecz suwerenności Kanady i jej umacniania
- wspieranie innych jednostek Canadian Forces podczas prowadzania działań na obszarze działania  Canadian Rangers
- prowadzenie działalności promocyjnej Canadian Forces wśród społeczności lokalnej

## Organizacja
Canadian Rangers liczy około 5000 członków zgromadzonych w około 180 patrolach działających na terytorium Kanady.
Organizacja Canadian Rangers wygląda następująco:
- 1 Canadian Rangers Patrol Group (1 cRPG) – działa na terytoriach: Jukon, Nunavut i Northwest Territories. Składa się z 58 patroli i liczy w sumie 1575 członków. Dowództwo grupy mieści się w Yellowknife.
- 2 Canadian Rangers Patrol Group (2 cRPG) – działa w prowincji Quebec. Składa się z 23 patroli i liczy w sumie 696 członków. Dowództwo grupy mieści się w St Jean.
- 3 Canadian Rangers Patrol Group (3 cRPG) – działa w prowincji Ontario. Składa się z 15 patroli i liczy w sumie 422 członków. Dowództwo grupy mieści się w Borden.
- 4 Canadian Rangers Patrol Group (4 cRPG) – działa za zachodnim wybrzeżu Pacyfiku. Składa się z 38 patroli i liczy w sumie 695 członków. Dowództwo grupy mieści się w Borden.
- 5 Canadian Rangers Patrol Group (5 cRPG) – działa w prowincji Nowa Fundlandia i Labrador. Składa się z 29 patroli i liczy w sumie 743 członków. Dowództwo grupy mieści się w Victorii.

## Wyposażenie i uzbrojenie
Oddziały Canadian Rangers umundurowane są w charakterystyczne czerwone bluzy i czapki bejsbolówki.
Początkowo członkowie formacji byli uzbrojeni w karabiny Lee-Enfield No. 4, które od 2018 r. zostały zastąpione przez karabiny Colt Canada C19.